# Samiska offerfyndplatser
Samiska offerfyndplatser är samiska offerplatser där olika sorters lämningar efter offer hittats.  Olika sorters djur, främst renar men även getter, nötkreatur, björnar, järvar och fåglar offrades. Gärna offrades vita djur. Dessutom offrades pilspetsar av järn samt mynt och smycken av silver, koppar och mässing. På offerplatserna påträffas därför stora mängder renhorn, ben och olika metallföremål.
Det är framför allt fyndplatser med mynt, smycken och andra utifrån kommande metallföremål som har kunnat dateras. Ett tiotal sådana platser är kända och de domineras samtliga av fynd från yngre vikingatid och äldre medeltid (perioden 1000–1300). Föremålen har tillverkats i Danmark, Norge, Ryssland, Baltikum, Tyskland, England – i några fall arabvärlden. Fynden har tolkats och sägs visa att samerna under denna tid hade livliga förbindelse mot öster, väster och söder och att de hade möjlighet att samla på sig relativt stora mängder metallföremål. 

## Kända fyndplatser
Arkeologen Inga Serning disputerade 1956 på en doktorsavhandling om samiska offerplatser med fynd från järnålder och medeltid. Hon tog upp elva fyndplatser, tio i Sverige och en i Norge.
- Pålnovuoddo i Troms fylke i Norge. På en avsats ovanför en liten sjö påträffades här ett par seitar, omgivna av ett lager stora renhorn samt ben av andra däggdjur. Senare påträffades ett eneggat svärd av 700-talstyp och ett svenskt 1700-talsmynt på platsen.
- Rautasjaure 2 mil söder om Torne träsk i Torne lappmark. Platsen låg under berget Vittjavare på Rautasjaures norra strand. Detta är en av de rikaste fyndplatserna, med bland annat 55 pilspetsar av järn och 423 mynt. Från perioden före år 1100 finns mynt från det arabiska kalifatet, Tyskland, England, Danmark och Norge. Vidare finns spännen och hängprydnader från Ryssland och Baltikum.
- Saivo söder om Dundret i Gällivare kommun. Offerplatsen låg på en liten holme i sjön Saivo men brändes 1747 upp av missionären Jonas Zelberg som då var verksam i Killingi. På platsen fanns ofantliga högar av renhorn. Vid senare undersökningar har man hittat järnpilspetsar, knivblad, en bronskedja och en av tenn, beslag av brons, glimmer, ornerade benbitar, kärl av näver med mera. Samtliga fynd tillhör 1000- och 1100-talen.
- Unna Saiva eller Lillsaivis är en sjö fem mil öster om Lakaträsk i Gällivare kommun, nära lappmarksgränsen. På platsen, som låg vid två märkligt formade stenar invid sjökanten, fanns ett mäktigt lager av horn och ben från ren, älg, björn, bäver, nötkreatur, får med mera. Omkring 600 metallföremål av bland annat brons, järn, silver och tenn har också hittats, däribland ett 90-tal järnpilspetsar och en vågskål av vikingatida typ med fem vikter. Flertalet fynd var av östligt ursprung och merparten har daterats till 1000-talet.
- Atjekåive (Åskhuvudet) ligger väster om Nattavaara i Gällivare kommun. Platsen utgjordes av en grotta under ett bergutsprång, högt uppe på bergssidan, med vidsträckt utsikt. Bland de fåtaliga fynden märks några pilspetsar och hängprydnader från 1100- och 1200-talen. En seite har också samlats in på platsen.
- Skierfe ligger i Rapaälvens delta i Jokkmokks kommun, under den kända klippan med samma namn. Platsen plundrades innan någon arkeolog hann undersöka den, men två pilspetsar av järn har tillvaratagits. Någon datering har inte varit möjlig.
- Vidjakuoika ligger vid forsen med samma namn nedanför Vastenjaureluspen i Jokkmokks kommun. Platsen besöktes 1908 av Eric von Rosen. Då fanns där ett tiotal seitar och marken var full av överväxta ben och renhorn. Tre pilspetsar, några nitar och bearbetade benföremål har tillvaratagits, men föremålen har inte kunnat dateras.
- Seitaure ligger norr om Kuouka i Jokkmokks kommun. På en udde har man här hittat fragment av lerkärl i asbestkeramik, två trasiga bronsblecksfragment i dåligt skick, kvartsavslag, en flintsten och en troligen eldskadad glaspärla i blå färg. Inga Serning ifrågasatte om detta inte snarare var ett boplatsfynd än ett offerplatsfynd.
- Gråträskfyndet består av metallföremål som hittats i den lilla sjön Tjautjer 2,5 kilometer sydsydväst om Gråträsk by, Piteå kommun. Föremålen är mestadels från 1000- och 1100-talen.
- I Vindelgransele vid Vindelälven i Lycksele kommun har man funnit offrade renhorn, ben och metallföremål på en stenbädd. Föremålen spänner över en lång tidsrymd, från 900-tal till 1300-tal, och det rör sig till exempel om armringar, flintavslag, mängder med beslag av järn samt brons och tenn, en bronsbjällra, en doppsko, fingerringar, glimmer, ett inte särskilt imponerande antal hängen, bultlås, nitar, ett par pilspetsar, sex glaspärlor, örhänge av silver som tappats där senare, möjligen 1600-talet, ringspännen, rembeslag, kedjespridare samt ett större antal sejtar.
- Björkselefyndet gjordes inte långt från Vindelgransele. Det innehåller föremål från 1000- och 1100-talen, men ingenting tyder på att det skulle ha varit en offerplats.
- Bäsksjöfyndet är det sydligaste offerplatsfyndet. Det påträffades vid Bäsksjön i Vilhelmina kommun 1931 och innehöll bland annat tre mynt från 1100- och 1200-talen.

Senare gjordes ytterligare ett depåfynd i sjön Mörtträsket tre mil nordväst om Lycksele. Detta har stora likheter med Gråträskfyndet. Mörtträskfyndet har behandlats utförligt i en doktorsavhandling av Inger Zachrisson. Hon tog även upp de så kallade offerplatsfynden generellt och valde då att tala om metalldepåer, eftersom man i många fall inte säkert vet vilken funktion fynden har haft. Det gäller i synnerhet Mörtträsk- och Gråträskfynden, eftersom där inte har hittats vare sig ben eller horn, vilket anses vara typiskt för samiska offerplatser. Inger Zachrisson har tolkat Mörtträskfyndet som en handelsmans lager och Gråträskfyndet som en gömma för gods som stulits från offerplatser. Mörtträskfyndet omfattade bland annat fyra stycken silvermynt samt två fragment av dylika, kors av tenn, några tennföremål, tre bitar av bronsbleck, ringspänne, sölja, glimmer samt tre glaspärlor i blått och blågrönt.